# Masszagéták

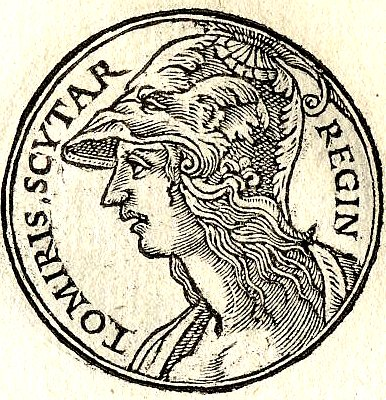
Tomürisz (Τομυρις), az ászik királynője (i. e. kb. 530.), a Promptuarium Iconum Insigniorum szerint

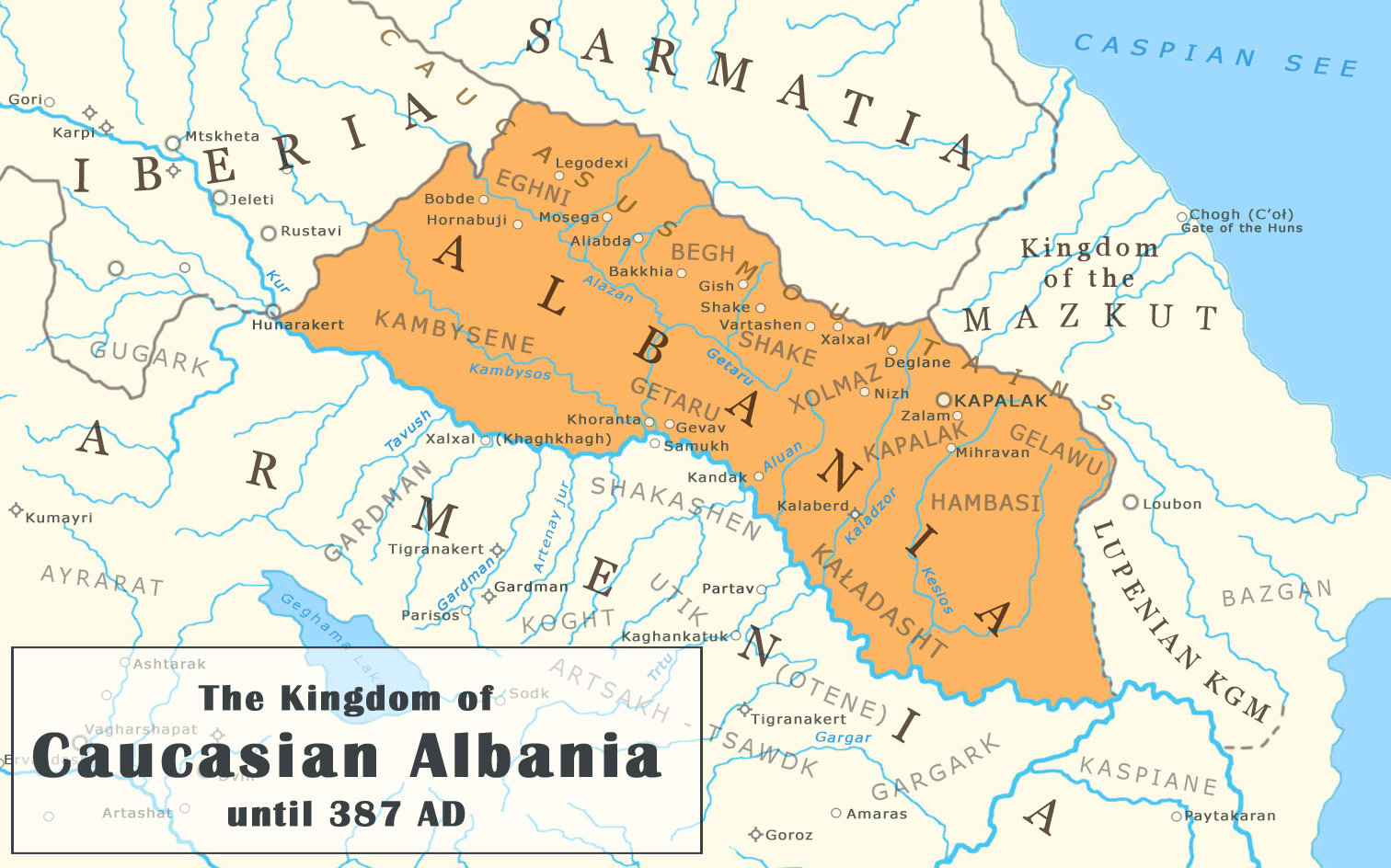
A masszagéták (mazkut) királysága a Keleti-Kaukázusban (i. sz. 290 körül)

Masszaget (helytelenül Masszagéta), többes számban Masszagéták – görög nyelvű forrásokban Masszagetai: Μασσαγεται – az ászi nép szövetségének görögösített elnevezése volt. E nevet az ászik az i. e. 130. év tájáig viselték, amikor is a kangarok hűbéresei, alárendeltjei, alanyai lettek, és ez okból – miként kínai források, illetve Ammianus Marcellinus is hírül adja – szövetségük nevét Alánra (Alanoi: Αλανοι) változtatták.
Az ászik – nevük később jazig, jász alakban is felbukkan – a szkíta népek közé, a közép-ázsiai szkíták, azaz a szakák csoportjához tartoztak. Gyakran, bár helytelenül, szarmatáknak is nevezték, illetve nevezik őket.
Írott történelmük hajnalán a Szir-darja és az Amu-darja alsó szakaszánál laktak. Közvetlen szomszédaik voltak, az i. e. 2. század végén, keleten a kangarok (a Szir-darja középső szakaszának alföldjét, valamint a Talasz és a Csu folyó lapályát birtokolták), illetve a szogdok (a Szamarkand köré tömörülő oázisok, illetve városállamok urai voltak). Délkeleti szomszédaik voltak a kelet-baktriai jüecsik és tokhár hűbéreseik. Az ászik országától délre eső területeket, a Kopet-dag északi előterét az avarok, avagy parthusok uralták.
Az ókor történetírói, elsők között között Hérodotosz, sajátos szokásokat tulajdonítottak az ásziknak, mint például nőközösséget, az öregek megölését és felfalását stb. Fegyvereiket, lószerszámaikat stb. gazdagon díszítették arannyal, rézzel. A szkíták napistenének (Goitoszürosz: Γοιτοσυρος) lovat áldoztak. II. Kurus, az Óperzsa Birodalom uralkodója az ászik ellen vívott csatában esett el.
A közép-ázsiai ászik a 3. században egy időre visszanyerték függetlenségüket. A Keleti-Kaukázusban letelepedett csoportjukat a 3. század elejétől a 4. század közepéig latin, armeniai stb. források ez okból újólag masszagéta, maszkut névvel is illették.

## Nevük
Altheim és Stiehl szerint a görögös masszagetai kifejezés jelentése iráni nyelvekből visszafejtve: a torony emberei, a toronyhoz tartozók. A szerzők Tolsztov, orosz régészre hivatkoznak, aki Khoraszmia területén olyan erődöket tárt fel, melynek sarkain tornyok voltak.
Harmatta János, neves iranistánk szerint a daha szó a hotani szakák nyelvéből származik, és embert, férfit jelent. A görögös masszagetai (μασσαγέται) kifejezés pedig az Aveszta nyelvének bizonyos szavaival rokon. Ha elhagyjuk a szó végéről a toldalékot, akkor egy feltételezett *massaga szóalakot kapunk, s ez az avesztai maša, mašya, mašyaka (ember, férfi) szóval vethető össze.
Az Aveszta nyelve Baktria területén alakult ki, s ebből következően – mondja Harmatta – a *massaga kifejezés a daha szó baktriai megfelelője, fordítása. Másként fogalmazva, a hotani szaka nyelv daha kifejezése tartalmilag ugyanaz, mint a baktriai *massaga.
Harmatta állításainak több körülmény ellentmondani látszik:
- A görögös masszagetai kifejezés töve – ha elhagyjuk a szó végéről a névszó, illetve többesének jelölését – nem *massaga, hanem *masszaget lenne.
- Az Aveszta nyelve vélhetően Baktria területén alakult ki, ebből azonban nem feltétlenül következnek Harmatta további állításai.
- Daha címmel a perzsák következetesen az avarokat, Dahisztán stb. névvel pedig lakóhelyüket, az egykori Parthava tartományt illették.
- A daha név már I. Khsajársá, perzsa király Daiva-feliratain szerepel (i. e. 5. század), és a kínaiak is feljegyezték a daha nevet – kínai fülnek taji (大益) – az i. e. 1. században.[5] A hotani szakák nyelve ellenben csak az i. sz. 4. században tűnt fel, s főleg a 7–10. században keletkezett iratokból ismert.[6]
- Masszagetai – illetve az ennek megfelelő szkíta kifejezés – az ászik szövetségének neve volt. Az ászik az Aral-tó körül, közelebbről a Szir-darja alsó szakaszánál és Khoraszmia tartomány területén – Arrianus szerint az Amu-darja és a Szir-darja között – laktak. Egyetlen korabeli forrás sem említi őket Dahisztán, illetve Parthava vidékéről.

## Történetük
Az ászi nép három csoportjáról – névadó ászik (ασιοι, ιαζυγες stb.), valamint aorszok (αορσοι stb.) és rhoxolánok (ροξολανοι stb.) – van tudomásunk. A névadó törzs kezdetben a Szir-darja, az aorszok törzse pedig az Amu-darja alsó szakaszánál lakott. A rhoxolánokról először akkor hallunk, amikor a kelet-európai pusztán megjelentek.
Az ászik írott történelme az i. e. 2. században kezdődik, amikor a Közép-Ázsia pusztáin zajló változások – a jüecsik (utóbb kusánok) vándorlása, illetve ezzel kapcsolatban Görög Baktria összeomlása, valamint a kangarok terjeszkedése – kimozdította őket, pontosabban csak egy részüket közép-ázsiai lakóhelyükről.
A Szir-darja középső szakaszának alföldjét, valamint a Talasz és a Csu folyó lapályát birtokló Kangcsü az i. e. 130. év táján kiterjesztette fennhatóságát az ászik és az isszédok országára. Az ászik szövetségük nevét (masszagetai) ez okból alánra (alanoi) változtatták, és kirajzottak közép-ázsiai hazájukból. Jó részük a Szir-darja alsó szakaszától, illetve az Aral-tó vidékéről, Khoraszmia tartományból a kelet-európai pusztára költözött.
Az i. e. 2. század végéig az ászik törzse (Sztrabón művében nevük iazügész: ιαζυγες) a Dnyeperig nyomult előre, a rhoxolánok az Azovi-tenger vidékéig jutottak, az aorszok pedig a Don és az Urál folyó között foglaltak maguknak szállást.
A közép-ázsiai ászik a 3. század elején átmenetileg visszanyerték függetlenségüket, s újra felvették szövetségük korábbi nevét. A masszagetai, maszkut stb. név olykor szerepel a róluk szóló hírekben. Az európai ászikon ellenben megragadt az alán, illetve szarmata elnevezés.
Az ászik közép-ázsiai uradalmait az i. sz. 350. év táján a hunoknak is nevezett törökök egyik csoportja szállta meg, s az ászik betagozódtak a hun szövetség kötelékébe, azaz a török népek közé.

## További ismertetők
- Quintus Curtius Rufus in Kárpáty Csilla (1967): A makedón Nagy Sándor története. Budapest.